# Ситовий аналіз

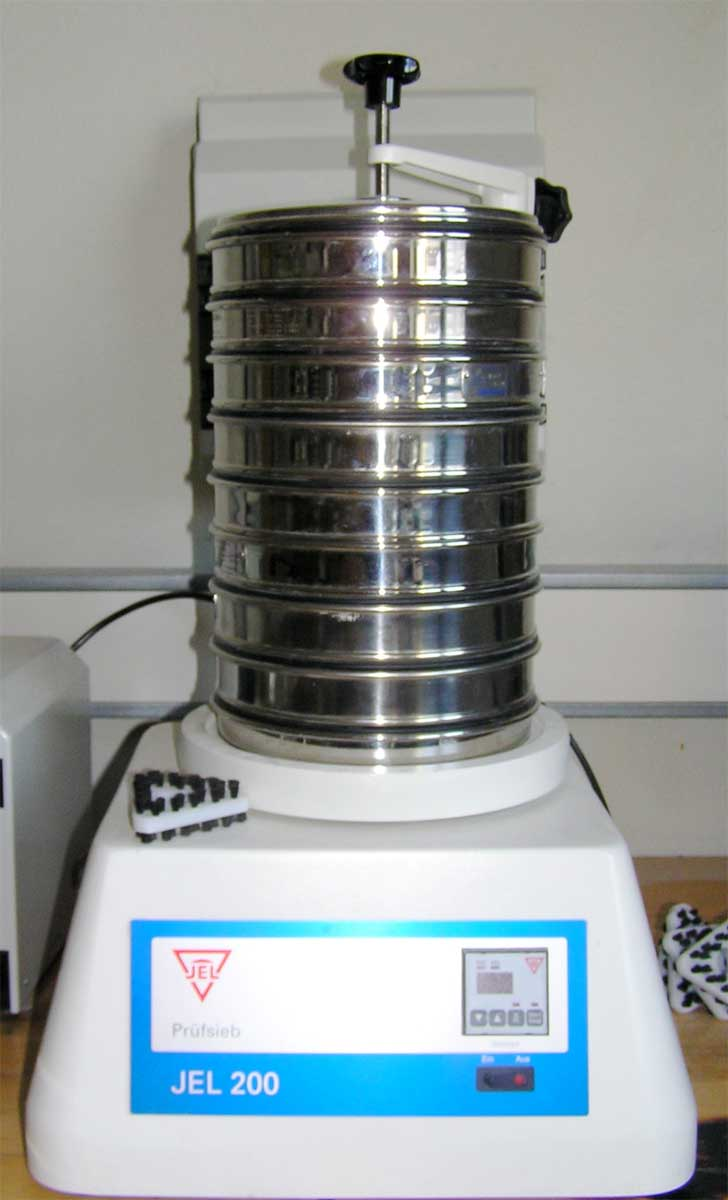
Апарат для ситового аналізу.

Ситовий аналіз — визначення гранулометричного складу подрібнених матеріалів просіюванням через набір стандартних сит з отворами різних розмірів.

## Загальний опис

Ситовий склад — характеристика крупності сипучої маси твердих сипких речовин (корисних копалин тощо), яка являє собою кількісне співвідношення класів крупності за прийнятою шкалою.
Розділення проби на класи виконується ретельним просіюванням крізь набір сит з визначеними розмірами отворів. Ситовий аналіз застосовується для дослідження матеріалів крупністю від 150—200 мм до 0,074 (0,043) мм. Гранулометричний склад матеріалу крупністю менше 0,074 (0,043) мм звичайно виконується за допомогою седиментаційного аналізу. Для ситового аналізу застосовуються контрольні сита із металевих або синтетичних сіток з квадратними отворами. Набір сит для розсіву руд включає сита з розмірами отворів 60; 40; 30; 20; 10; 5; 2,5; 1 мм; для розсіву вугілля — 150; 100; 50; 25; 13; 6; 3; 1; 0,5 мм. Для розсіву дрібних матеріалів використовують контрольні сита з розмірами чарунок 1,6; 1,25; 0,8; 0,56; 0,4; 0,28; 0,2; 0,14; 0,1; 0,071; 0,045 мм, а для аналізу з підвищеною точністю — з розмірами чарунок 0,071; 0,063; 0,56; 0,05; 0,045 мм.
Достовірність характеристики матеріалу за крупністю залежить від маси проби, способу її відбору і точності ситового аналізу. Залежно від потрібної точності аналізу та вологості матеріалу ситовий аналіз може вико-нуватись сухим або мокрим способом.
При невисокій вологості матеріалу, а також якщо не потрібна особ-лива точність, застосовують сухий спосіб розсіву.
При підвищеній вологості матеріалу крупністю 0 — 13 мм, що утруднює розсів сухим способом, пробу попередньо підсушують. Втрати маси розподіляють пропорційно виходам окремих класів одержаних при розсіві. Крупні класи не сушать.
При наявності у пробі значної кількості дріб'язку і необхідності підвищеної точності аналізу пробу розсівають мокрим способом. Для цього пробу засипають на сито з найменшими розмірами чарунок (наприклад, 0,074 мм) і відмивають шлам слабим струменем води або зануренням у бак з водою. Промивка триває до того часу поки промивна вода не стане прозорою. Залишок на ситі висушують, зважують і за різницею мас визначають масу відмитого шламу. Висушений залишок розсівають сухим способом із застосуванням набору сит, що включає й найдрібніше сито, на якому відмивався шлам. Підрешітний продукт цього дрібного сита додають до одержаної раніше маси відмитого шламу.
Ситовий аналіз крупних матеріалів виконується на грохотах лабораторного типу. Розсів дрібних класів (крупністю до 6 мм) здійснюється на струшувачах різних конструкцій. Найбільше застосування знайшли механічні струшувачі, що надають набору сит кругові коливання у горизонтальній площині та струшування. Але механічні струшувачі поступово витісняються більш досконалими і простими електромагнітними вібраційними струшувачами. Ці струшувачі мають регульовану частоту і амплітуду коливань. Для мокрого розсіву на струшувачі матеріалів, що трудно просіюються, розроблені кришки, сита і піддони, до яких можна прикріпити форсунки-бризкала і підвести до них воду.
Аналізатор складається з корпусу 11, усередині якого на кронштейнах 13 розташовані електродвигуни 12 і 14, а зверху на чотирьох пружинах 10 — опора 9 з двома стійками 7. Набір сит 6 з піддоном 8 та кришкою 5 установлений на опору 9 притискується траверсою 3 та закріплюється гвинтами 1, 2 і 4.
Сита отримують коливання від двох дебалансних вібраторів, що розташовані на опорі 9 (у середині корпусу) та приводяться в обертання через клиноремінну передачу. Реле часу служить для автоматичного відключення аналізатора по закінченні тривалості розсіву.
Необхідна кількість сит (завантажується верхнє сито) обумовлюється технологічними вимогами. При мокрому розсіві в комплекті сит установлюється кришка і піддон з штуцерами для подачі чистої води та відводу пульпи з нижнім класом досліджуваного матеріалу.
Розсів матеріалу залежно від крупності і вологості продовжується 10 — 30 хв. (дрібний та вологий матеріал вимагає більшого часу розсіву). Розсів вважається закінченим, якщо при контрольному просіванні протягом 1 хв. маса матеріалу, що пройшов крізь сито, не буде перевищувати 1 % маси матеріалу, який залишився на ситі. Усі класи зважують і визначають їх вихід у відсотках. Втрати при розсіві, які не перевищують 1 % маси вихідної проби, розподіляють пропорційно виходам кожного класу. Втрати більше 1 % не допускаються. Дані розсіву проби та хімічного аналізу окремих класів оформлюють у вигляді таблиці.

## Ситовий вібраційний аналізатор
Ситовий вібраційний аналізатор (на фото) призначений для розсіву проб сипких матеріалів сухим та мокрим способами, а також для визначення їх гранулометричного складу з використанням стандартного набору сит.